# Nhan (họ)
Nhan (chữ Hán: 颜, Bính âm: Yan) là một họ của người Trung Quốc. Mặc dù họ này có ở Việt Nam nhưng họ Nhan có nguồn gốc từ Trung Quốc. Trong danh sách Bách gia tính họ này xếp thứ 143.

## Người Việt Nam họ Nhan nổi tiếng
- Nhan Thiện Nhân
- Nhan Thế Luân: chủ sở hữu Công ty cổ phần Nhạc của tui
- Nhan Phúc Vinh, người mẫu, diễn viên người Việt Nam. Anh sinh ngày 27/06/1986 tại Thành phố Cần Thơ.
- Nhan Gia Hưng, sinh ngày 13/07/2002, cầu thủ bóng đá trong nhà (Futsal) người Việt Nam. Hiện tại đang đá cho CLB Futsal Thái Sơn Nam và Đội tuyển Bóng đá trong nhà Quốc gia Việt Nam

## Người Trung Quốc họ Nhan nổi tiếng
- Nhan Thị, mẹ của đức Khổng Tử
- Nhan Uyên, người đứng đầu 72 học trò của Khổng Tử
- Nhan Chi Suy, nhà bác học thời Nam-Bắc triều
- Nhan Sư Cổ, học giả thời nhà Đường
- Nhan Quả Khanh, cháu năm đời của Nhan Sư Cổ, đại thần thời nhà Đường
- Nhan Chân Khanh, em họ của Nhan Quả Khanh, đại thư pháp gia thời nhà Đường
- Nhan Huệ Khánh, Tổng thống, thủ tướng Trung Hoa Dân Quốc
- Nhan Tuấn Lăng (Yan Junling, tiếng Trung: 颜骏凌), cầu thủ bóng đá thi đấu ở vị trí Thủ môn của Đội tuyển Bóng đá Quốc gia Trung Quốc